# 한중일 자유 무역 협정

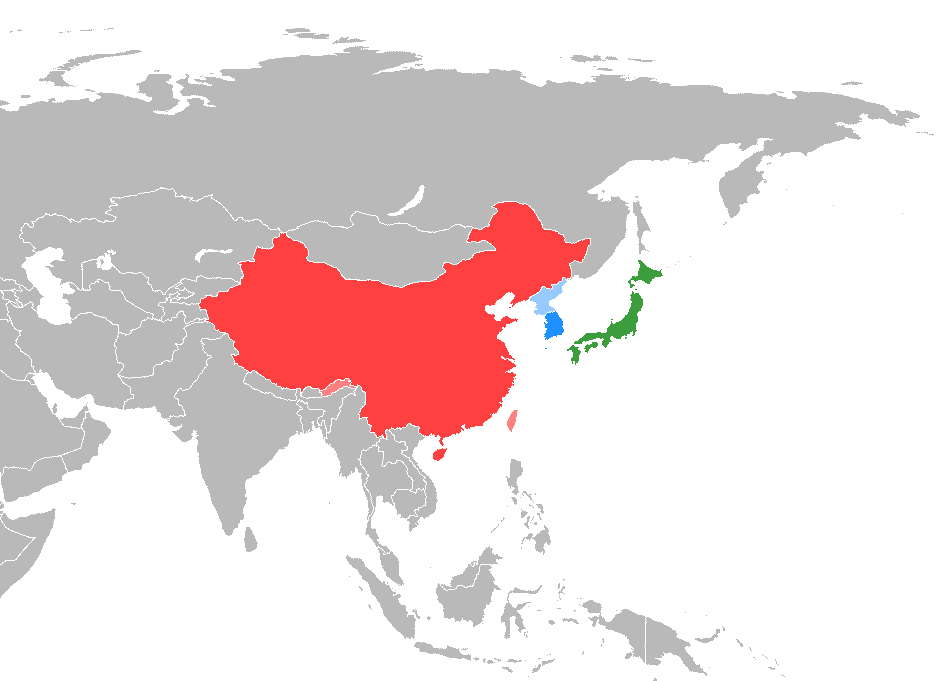
대한민국은 짙은 파란색, 중화인민공화국은 빨간색, 일본은 녹색으로 표시되어 있다. 조선민주주의인민공화국은 연한 파란색으로 보인다.

한중일 자유 무역 협정(CJK FTA) 또는 한중일 FTA는 대한민국, 중화인민공화국, 그리고 일본 간 제안된 자유 무역 협정이다. 한중일 자유 무역 협정은 2002년에 제안되었다. 협정에 대한 본격적인 협상은 2012년에 시작되었다. 당시 이 세 국가는 세계 경제의 19.6%를 차지했다. 2013년 대한민국과 중화인민공화국 간의 양자 무역은 총 2,300억 달러에 달했다.
이러한 회담은 주로 대한민국, 중화인민공화국, 일본 뿐만 아니라 오스트레일리아, 뉴질랜드 및 동남아시아 국가 연합의 10개 회원국을 포함하는 자유 무역 협정인 역내 포괄적 경제 동반자 협정 (RCEP)에 대한 협상과 동시에 진행되었다. RCEP 협상은 2013년에 본격적으로 시작되어 2021년에 발효되었다. 세 국가는 추가적이고 더욱 포괄적인 협정을 계속 협상했다. 3국 투자 협정은 세 국가 모두가 서명했다.
이 문제에 대한 첫 공식 회담은 2013년 3월 26일부터 28일까지 서울특별시에서 개최되었다. 추가 회담은 2013년 내내 중화인민공화국과 일본에서 개최되었으며 2019년까지 비교적 일관되게 계속되었다.
회담은 2019년 두 번째 정상회담 이후 중단되었으나, 4년여 만에 첫 한중일 정상회담과 함께 2024년에 재개되었다. 2019년 이후의 회담은 일본과 대한민국의 관심 부족 및 중국과 두 나라 간 지정학적 긴장 심화로 인해 난항을 겪었다. 또한 RCEP의 시행으로 인해 새로운 무역 협정의 필요성이 덜해졌다.
2025년 3월, 안덕근 산업통상자원부 장관, 무토 요지 일본 경제산업성 대신, 왕원타오 중국 상무부 부장이 만나서 한일중 경제통상장관회의를 가졌다. 세 국가의 경제 및 통상 관계자들이 미국 도널드 트럼프 대통령의 관세 위협에 직면하여 무역 강화를 논의하기 위해 접견하였다. 안덕근 산자부 장관은 정상회담에서 세 국가 모두가 참여한 RCEP의 이행을 강화하고, 한중일 자유 무역 협정 협상을 통해 세 국가 간 무역 협력을 확대하기 위한 틀을 마련하는 것이 필요하다"고 말했다.

## 같이 보기
- 3국 협력 사무국
- 한중일 정상회의